# Tomatillo
Tomatillo (Physalis philadelphica) är en tomatliknande frukt som tillhör physalissläktet, och är en av de viktigaste ingredienserna i mexikansk matlagning. I rätt klimat är tomatillo en flerårig växt, men som i Europa odlas som ettårig. Den kan övervintras i rätt förutsättningar även här i Norden.
Den växer både vilt och som odlad i Mexiko och övriga Mellanamerika och finns i många varianter, till exempel Amarillo (gula), Miltomatl (särskild sort efter nahuatl som anses ha en unik smak) eller Reina de Malinalco som anses vara den godaste frukten, och priset är därefter. Reina de Malinalco får endast odlas i Malinalco. Den gröna tomatillon är den växt som har givit tomaten dess namn genom sorten nahuatl tomātl. 
Tomatillo är örtartad med ett buskigt växtsätt och har frukter som varierar i färg från grönt och gulgrönt till rödlila. Varje enskild frukt sitter inuti ett foder som ser ut som en grön lykta. Frukten som är saftig, fyllig och har ett mycket tunt skal innehåller en mängd mycket små frön. Hela frukten kan användas hel, mosad i såser (mole), eller skuren i bitar i grytor och stuvningar. Förutom då den ska användas i en särskild kall sås där den sura smaken är önskvärd, ska tomatillos alltid tillagas. Vanligast är att den grillas, kokas eller steks. Rå tomatillo har en bitter och besk smak.
I Mexiko kallas frukten även tomate verde och har bevisligen använts i matlagning i regionen sedan 1500-talet, men möjligen så långt bak som 800-talet.
Enligt rapporter från 2017 i Mexiko skördades tomatillo i alla delstater i landet, med undantag för Campeche, Quintana Roo och Tabasco.
Den preliminära produktionssiffran i mars 2018 uppgick till 771 272 ton, vilket var 10,5 % mer än föregående år. Gröna tomater skördades främst i delstaterna Sinaloa som bidrog med 19,5 % av den totala nationella volymen, följt av Zacatecas, med 11,6 %; och Jalisco, med 10,8 %.
Tomatillos innehåller för övrigt en viss mängd vitamin K. Näringsvärdet per 100 gram frukt består av 23 kalorier, 0,2 g fett, 5,1 g kolhydrater och 1,2 g protein. Priset för 500 gram tomatillos låg i snitt på 10-19 pesos under 2023. Det är mellan 5 och 9 kronor. Med tanke på den stora konsumtionen är tomatillon mycket viktig för Mexikos ekonomi, särskilt på landsbygden där den odlas.

## Galleri

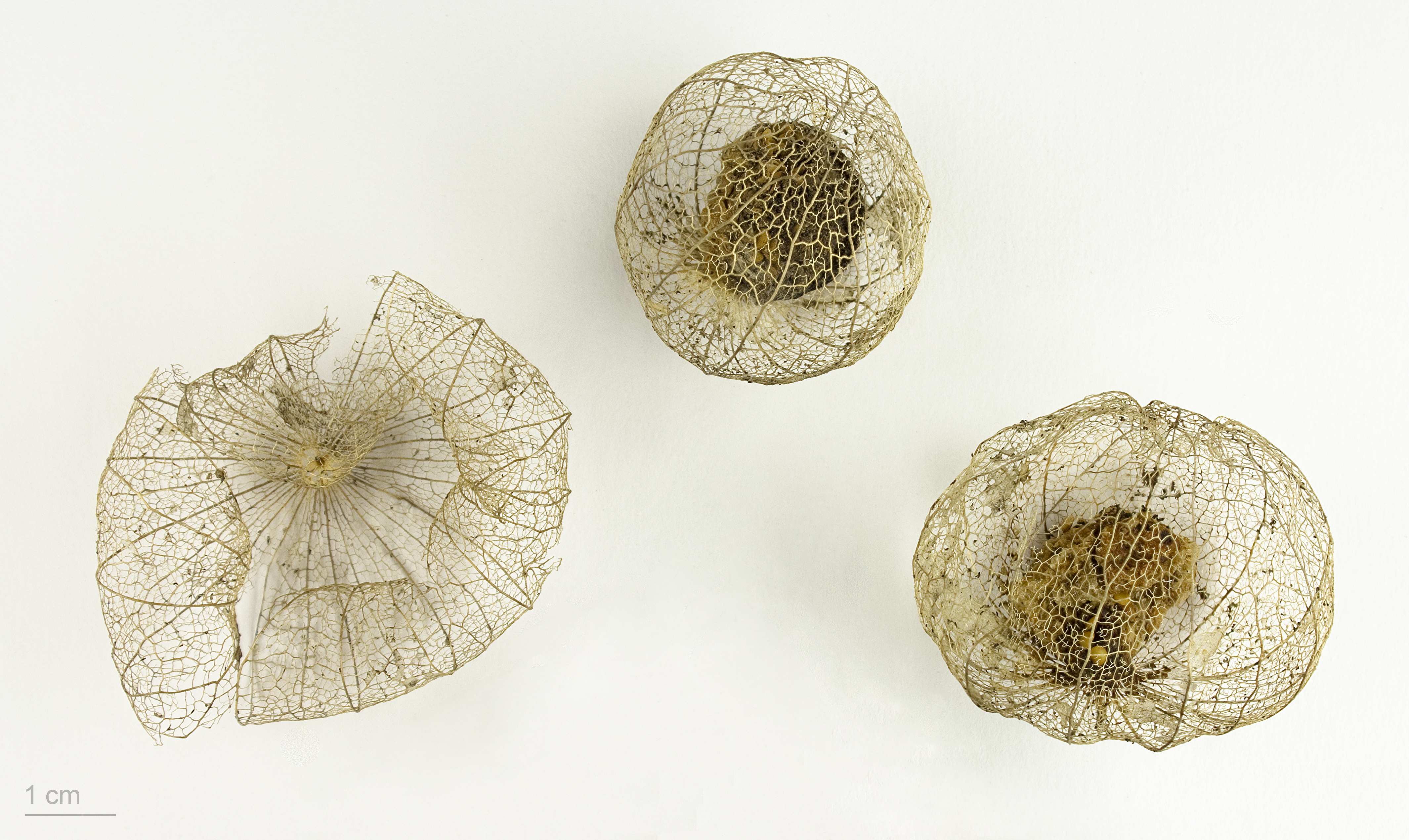
Physalis ixocarpa
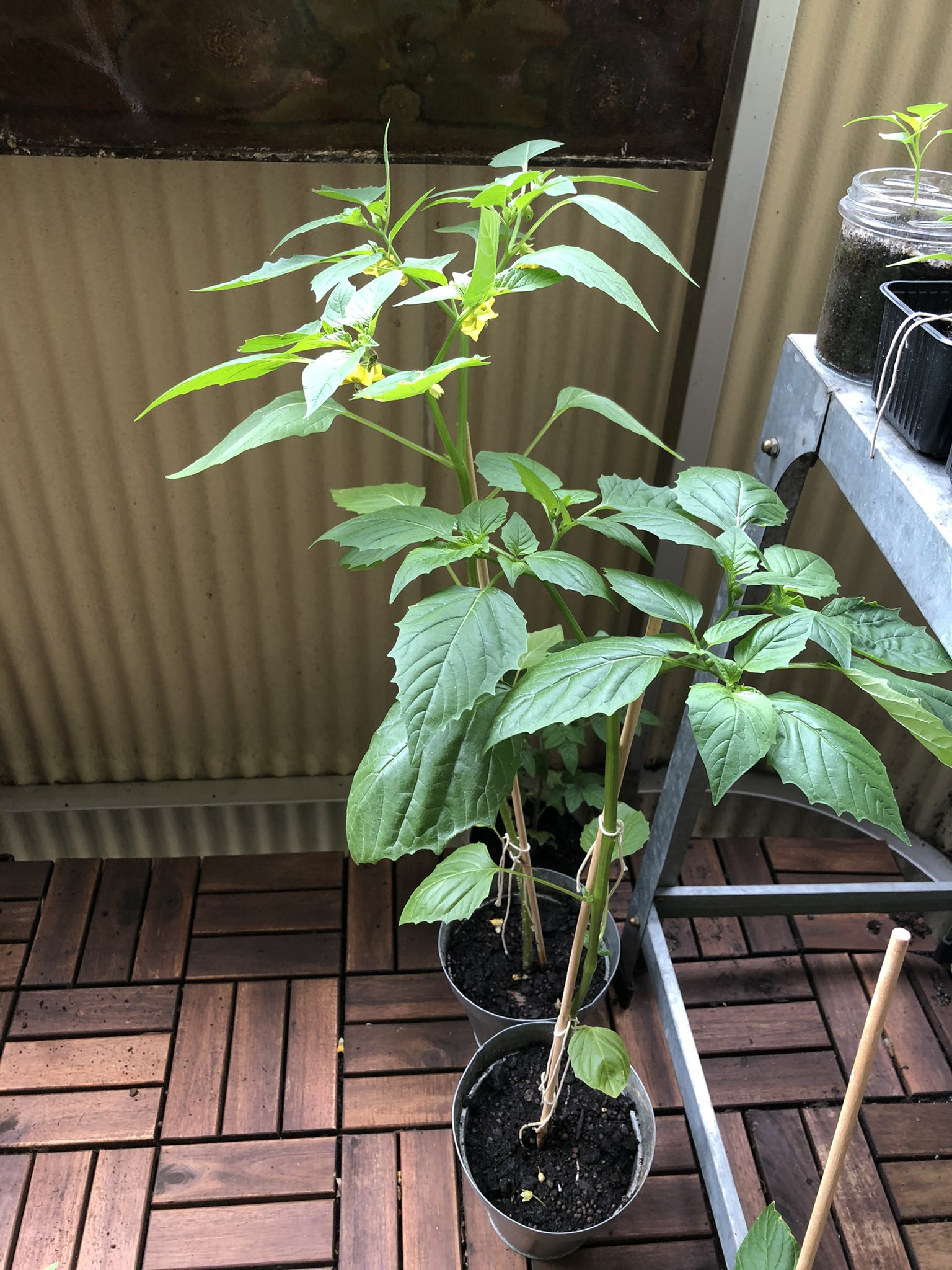
Odling av tomatillo i Sverige.
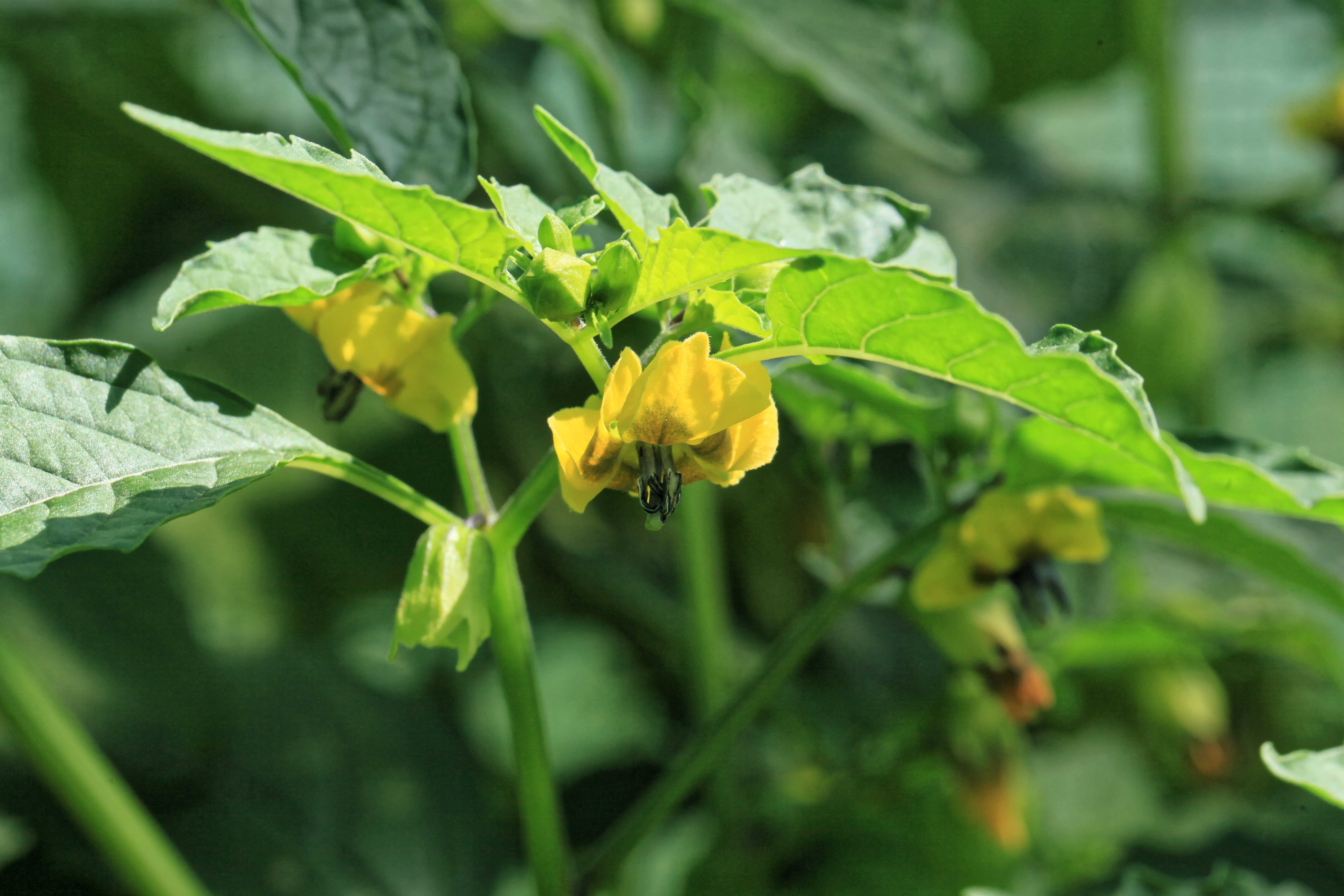
Planta i blom.
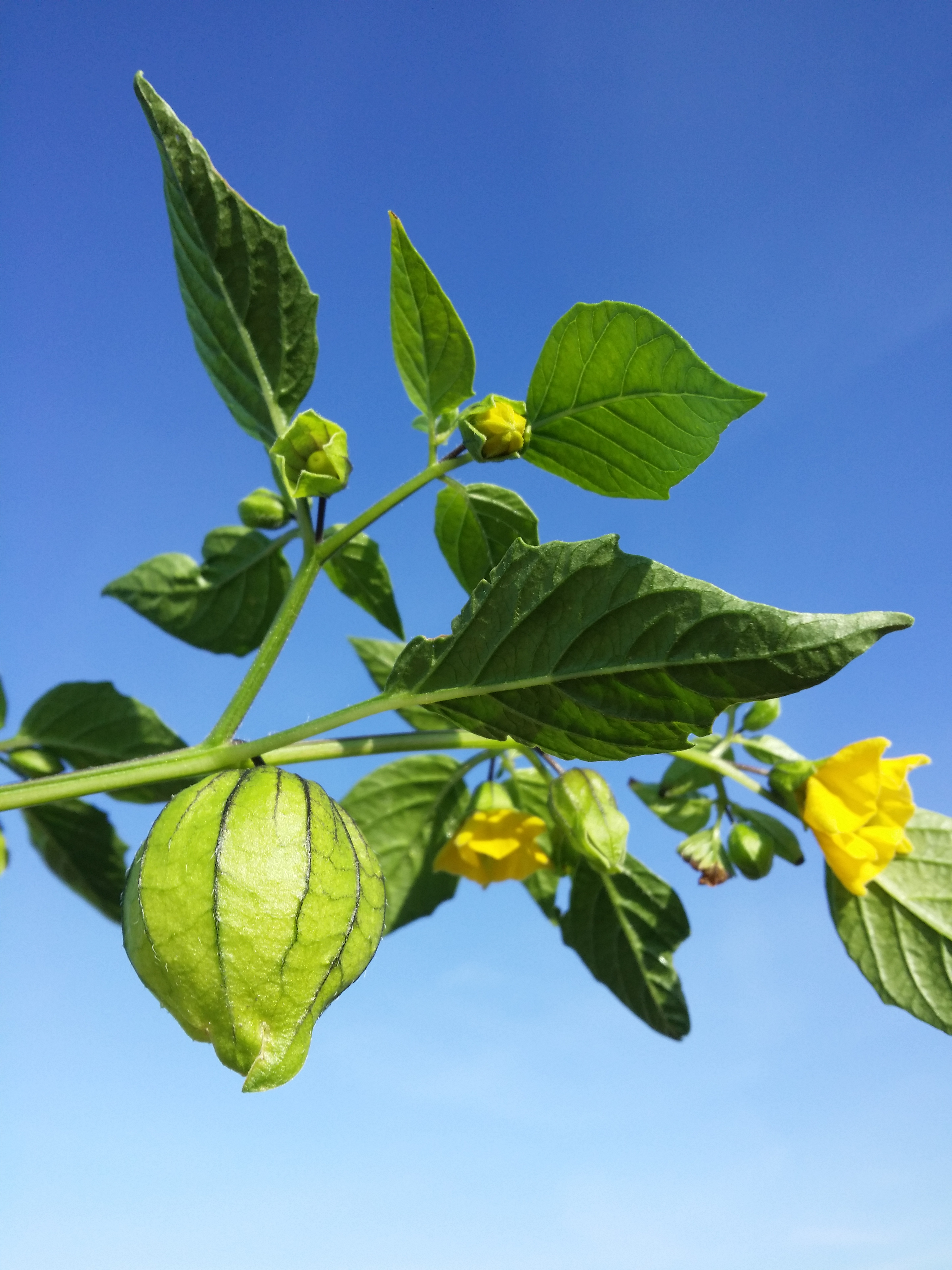
Frukt inom kort redo att skördas.